# Сілезькі війни
Сілезькі війни — загальне означення війн між новообраним пруським королем Фрідріхом ІІ та наймогутнішою на той час монархічною династією у Європі — Габсбургами за право володіння князівством Сілезія. Ці війни продемонстрували перевагу прусського короля Фрідріха ІІ над австрійськими полководцями.

## Причини
Фрідріх II Великий вирішив напасти на Сілезію, використовуючи наростаючу ворожість між протестантами, що переслідували Габсбурги, та більшість лютеранського населення заможної провінції. Вже пригноблене населення імперської частини Сілезії (у князівствах Брест-Легніца та Олесниця існувала свобода релігії та культу) шукало захисту у шведських військ, що проходили через її територію (1706), які вважалися гарантами умов Вестфальського миру, підписаного після Тридцятилітньої війни.
Фридерик додатково підкріпив свої дії династичними претензіями, що випливали із угоди, яку було підписано в 1537 р. між Йоахімом II Гектором та Фрідріхом II з династії П'ястів — князем Легніцького та Бжезького (домовленість не була реалізована у 1548 р. після смерті Фрідріха II або у 1675 р. після закінчення династія П'ястів; Герцогство захопили Габсбурги).

Водночас, однак, Пруссію пов'язувала прагматична санкція, підтверджена батьком Фрідріхом II Великим у 1713 р., яка зобов'язувала її зберігати єдність усіх земель Габсбургів та підтримувати Марію Терезу, дочку покійного імператора Карла VI, як наступницю і спадкоємницю корони.

Межі Сілезії зображенні синім

## Перша сілезька війна (1740—1742)
Після смерті імператора Карла 20 жовтня 1740 Фрідріх II вирішив нанести удар першим; 8 листопада він наказав мобілізувати прусську армію, а 11 грудня пред'явив ультиматум Марії Терезії з вимогою поступитися Сілезією. Натомість він запропонував ненапад на всі інші володіння Габсбургів та виплату великої грошової компенсації. Однак, не дочекавшись відповіді і без оголошення війни, він 16 грудня повів прусські війська через слабозахищений Сілезькій кордон, почавши Першу Сілезьке війну.
Війна розпочалась вдало для пруссів, які швидко витіснили австрійські позиції, розбивши австрійську армію під Мольвіцем. Імператриця Марія Терезія призначила своїм полководцем принца Карла Лотаринзького, який у першому бою зазнав поразки біля міста Хотузиц. 9 жовтня 1741 року прусський король таємно від французів (які були його союзниками) уклав перемир'я з Марією-Терезією, за яким Відень віддав половину Сілезії. 17 травня 1742 року Фрідріх ІІ порушив домовленості та знову напав: на Чехію, якою володіли Габсбурги. Напад був успішним. За його результатами того року було укладено мир між Австрією та Пруссією: уся Сілезія перейшла до королівства Фрідріха ІІ.

## Друга сілезька війна (1744—1745)
Не зумівши змиритись із поразкою, Марія Терезія розпочала пошук союзників. Вона отримала підтримку для себе з боку Королівства Великої Британії і курфюрства Ганновер. Пізніше до них приєдналась Республіка Об'єднаних провінцій. Натомість Фрідріх уклав союз із Іспанією та Французьким королівством. У 1744 році Пруссія вдерлася до Саксонії та Богемії. 1745 року, при Гогендфрідберзі прусси перемогли австро-саксонську армію чисельністю 85 тисяч чоловік. 18 грудня прусські війська зайняли місто Дрезден. Остерігаючись вступу у війну Російської імперії, армія якої була чисельнішою, Фрідріх ІІ уклав мир з Австрійською монархією. Сілезія залишилась під владою Королівства Пруссія в обмін на визнання влади Франца І (чоловіка Марії Терезії).

## Третя Сілезька війна (1756—1763)
Розпочалась у 1756 році. Війна спалахнула, коли Пруссія вторглась у Саксонію. По суті, це був європейський епізод Великої Семирічної війни. Битви за Саксонію, Сілезію та колоніальні маєтки велися між великими коаліціями:
- Австрія (болася за Сілезію) разом з Російською імперією, Королівством Франція, Іспанією, Саксонією та державами Німецького Рейху;
- Пруссія в союзі з Великою Британією, Ганновером та кількома іншими країнами Рейху.

Війна закінчилася миром у Губертусбурзі 1763 р.
95 тисячна армія під проводом Фрідріха ІІ напала на Саксонське курфюрство, яке мало 18 тисяч воїнів. Розбивши армію австрійці втратили союзника. Герцог Карл Лотаринзький розпочав підготовку австрійських військ. Фрідріх ІІ осадив Прагу, але битва при Коліні в якій Карл не брав участі допомогла зняти осаду. Тим часом у війну втрутилось Французьке королівство. Воно атакувала Курфюрство Ганновер. Потім у Королівстві Богемія йому вдалось вдало керувати військом. Але під час битви при Лейтені коаліція з французів та австрійців була розбита. Феноменальні втрати становили: 27000 людей були вбитими, 20000 полоненими і вся артилерія розбита. Карл втік у Бельгію і став магістром Тевтонського ордена. Війна закінчилась перемогою Королівства Пруссія і Королівства Великої Британії. Королівство Пруссія повністю захопило Сілезію. Королівство Великої Британії здобуло владу над Індією.

## Результат війни
Пруссія вийшла з цих війн надзвичайно виснажена. Якби не розпад антипрусської коаліції перед смертю цариці, усі досягнення Фрідріха Великого досі були б марними. Його супротивники мали значну військову перевагу над ним, а його виснажена армія перебувала у стані безладу.
Остаточний результат, однак, виявився кращим, ніж очікувалося Фрідріхом, який не мав наміру захопити всю Сілезію, а лише її Нижню Сілезію, оскільки вважав Верхню Сілезію малоцінною та економічно нерозвиненою. Тим часом, за винятком Цешинської Сілезії та Опавської Сілезії, він отримав практично всю Сілезію та графство Глац. Пізніше у Верхній Сілезії розвинувся видобуток корисних копалин, а в 19 столітті — інші галузі промисловості. Частина провінції, що залишилася у складі держави Габсбургів так званої Австрійської Сілезії розвивалася окремо від того часу, що відобразилося, наприклад, у культурі та архітектурі.
Під час сілезьких воєн населення Сілезії зазнало величезних втрат, які оцінюються приблизно у 20 % від усього населення.